# Kjersti Buaas
Kjersti Buaas (n. 5 ianuarie 1982, Trondheim, Norvegia) este o sportivă ce a reprezentat Norvegia, medaliată olimpică. A participat la 4 ediții ale Jocurilor Olimpice (2002, 2006, 2010, 2014) în care a câștigat o medalie de bronz.